# Exvotos marinos en el País Vasco
Los exvotos marinos en el País Vasco (España) eran una ofrenda que los marineros ofrecían  a Dios como agradecimiento a una gracia obtenida como librarse de un naufragio o sobrevivir a una batalla.
Consistía por lo general en un objeto representativo de la gracia en cuestión como  maquetas de barcos o pinturas que representaban una aventura sucedida en la mar.

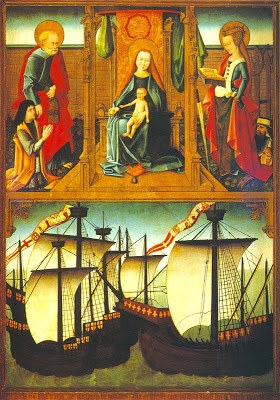
La tabla votiva de la parroquia de San Pedro, Zumaia

En el País Vasco son muy numerosos y están extendidos por iglesias y ermitas de toda su geografía.
Las ofrendas perduraron hasta mediados del siglo XX.

## Descripción
El fenómeno de los exvotos marineros está presente con gran profusión en todo el Mundo Atlántico. Algunos representativos en el País Vasco  son las siguientes:

### Álava
Santuario de Nuestra Señora de la Encina . Exvotos terrestres
Iglesia de Bujanda: San Fausto Labrador

### Vizcaya
En Vizcaya hay documentados  un total  de 95 exvotos marinos. 
Nuestra Señora del Socorro (Pobeña-Músquiz): Un  cuadro expuesto fechado en 1768 en agradecimiento por librarse de un naufragio en aguas caribeñas.
Andra Mari (Górliz): Suspendido de la bóveda de la iglesia de Andra Mari  se encuentra una  reproducción de una fragata  fuertemente artillada, de mediados del siglo XIX.  
Nuestra Señora de la Antigua (Orduña):  Se trata de conchas pertenecientes a una especie de molusco Tridacna Gigas procedentes del Océano Pacífico y que se encuentran presentes en numerosos templos utilizadas como aguabenditeras.
Otros exvotos relevantes  en San Juan de Gaztelugache o en Mundaca. 

### Guipúzcoa
Las maquetas y modelos de barcos guipuzcoanos son anteriores  respecto a sus homónimos vizcaínos. Esta diferencia estriba en la datación de las piezas, que en su gran mayoría se trata de embarcaciones del siglo XVIII y principios del XIX, lo que supone una novedad respecto a Vizcaya donde todos los modelos de barcos inventariados son del siglo XIX o principios del siglo  XX.

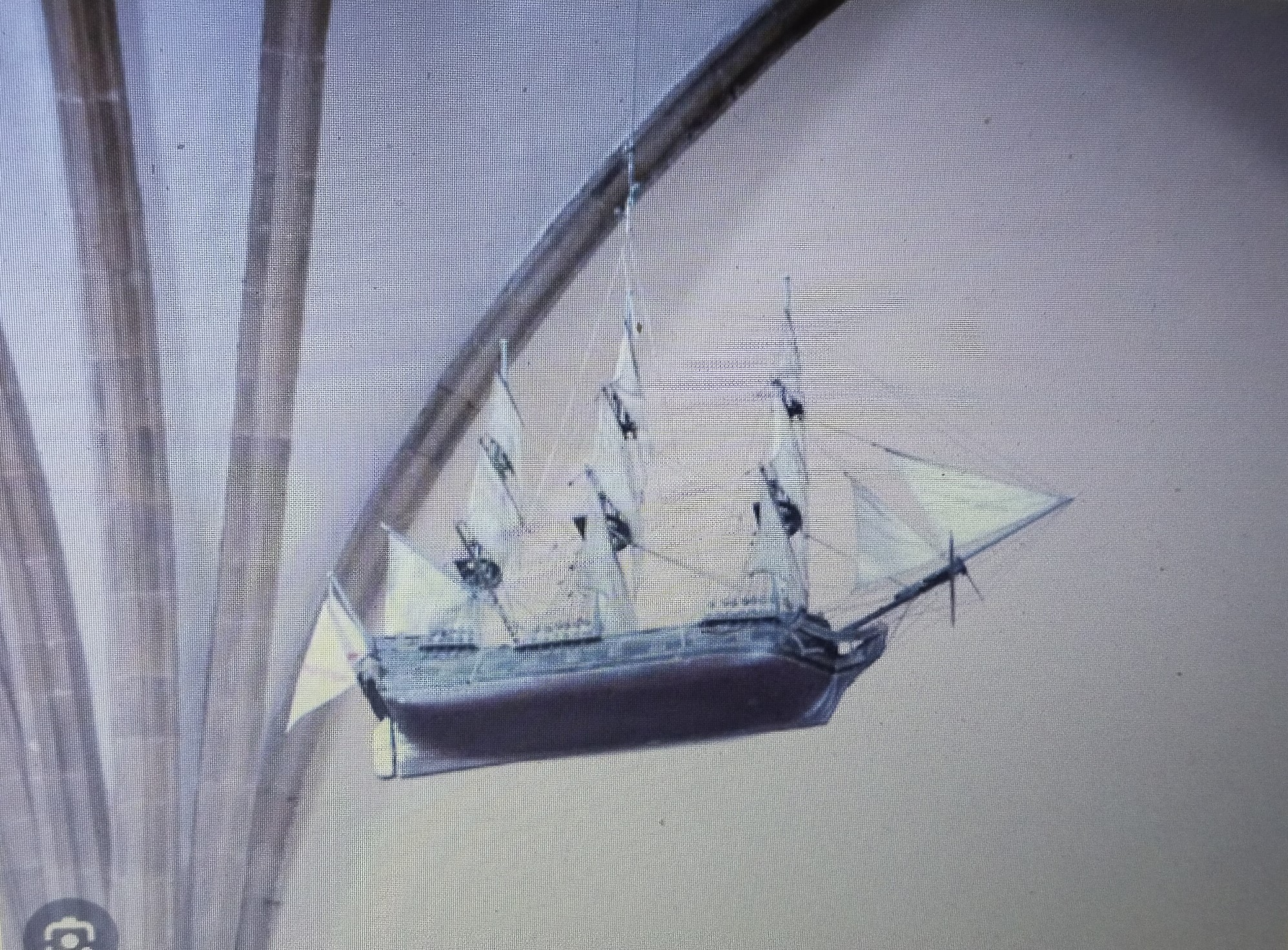
Exvoto marino en el Santuario de Itziar

Nuestra Señora de la Asunción de Deva: Barco votivo.
Nuestra Señora de Itziar: Barco votivo
Ermita de San Martín en Orio: Barco votivo
Iglesia de San Salvador en Guetaria: Barco Votivo
Iglesia de San Pedro en Zumaya: Tabla  votiva  de Martínez de Mendaro.
Santuario Nuestra Señora de Guadalupe en Fuenterrabía: Barcos votivos 
Santuario de Nuestra Señora de Aránzazu en Oñate: Bala de cañón que Antonio de  Oquendo ofreció a la Virgen de Aránzazu tras alcanzar la victoria, según su creencia, por intercesión divina al no explotar en su barco en la batalla de Pernambuco de 1631 contra naves holandesas.